# Zoteux
Zoteux és un municipi francès situat al departament del Pas de Calais i a la regió dels Alts de França. L'any 2007 tenia 483 habitants.

## Demografia

### Població
El 2007 la població de fet de Zoteux era de 483 persones. Hi havia 162 famílies de les quals 24 eren unipersonals (12 homes vivint sols i 12 dones vivint soles), 61 parelles sense fills, 69 parelles amb fills i 8 famílies monoparentals amb fills.
La població ha evolucionat segons el següent gràfic:
Habitants censats

### Habitatges
El 2007 hi havia 180 habitatges, 168 eren l'habitatge principal de la família, 6 eren segones residències i 6 estaven desocupats. 178 eren cases i 2 eren apartaments. Dels 168 habitatges principals, 134 estaven ocupats pels seus propietaris i 33 estaven llogats i ocupats pels llogaters; 5 tenien dues cambres, 12 en tenien tres, 39 en tenien quatre i 111 en tenien cinc o més. 142 habitatges disposaven pel capbaix d'una plaça de pàrquing. A 72 habitatges hi havia un automòbil i a 89 n'hi havia dos o més.

### Piràmide de població
La piràmide de població per edats i sexe el 2009 era:
| Homes | Edats   | Dones |
| ----- | ------- | ----- |
| 0     | 95 o +  | 0     |
| 0     | 90 a 94 | 4     |
| 8     | 85 a 89 | 4     |
| 0     | 80 a 84 | 0     |
| 4     | 75 a 79 | 0     |
| 0     | 70 a 74 | 16    |
| 4     | 65 a 69 | 4     |
| 8     | 60 a 64 | 4     |
| 16    | 55 a 59 | 16    |
| 12    | 50 a 54 | 12    |
| 12    | 45 a 49 | 12    |
| 8     | 40 a 44 | 8     |
| 12    | 35 a 39 | 4     |
| 20    | 30 a 34 | 16    |
| 36    | 25 a 29 | 16    |
| 16    | 20 a 24 | 12    |
| 12    | 15 a 19 | 4     |
| 4     | 10 a 14 | 4     |
| 24    | 5 a 9   | 20    |
| 12    | 0 a 4   | 16    |

## Economia
El 2007 la població en edat de treballar era de 328 persones, 229 eren actives i 99 eren inactives. De les 229 persones actives 206 estaven ocupades (115 homes i 91 dones) i 23 estaven aturades (9 homes i 14 dones). De les 99 persones inactives 37 estaven jubilades, 39 estaven estudiant i 23 estaven classificades com a «altres inactius».

### Ingressos
El 2009 a Zoteux hi havia 178 unitats fiscals que integraven 505,5 persones, la mediana anual d'ingressos fiscals per persona era de 14.861 €.

### Activitats econòmiques
Dels 20 establiments que hi havia el 2007, 7 eren d'empreses de construcció, 4 d'empreses de comerç i reparació d'automòbils, 5 d'empreses de transport, 2 d'empreses d'hostatgeria i restauració, 1 d'una empresa immobiliària i 1 d'una empresa de serveis.
Dels 11 establiments de servei als particulars que hi havia el 2009, 1 era un taller de reparació d'automòbils i de material agrícola, 3 paletes, 1 fusteria, 2 lampisteries, 2 electricistes i 2 restaurants.
L'any 2000 a Zoteux hi havia 26 explotacions agrícoles que ocupaven un total de 624 hectàrees.

## Equipaments sanitaris i escolars
El 2009 hi havia una escola maternal integrada dins d'un grup escolar amb les comunes properes formant una escola dispersa.

## Poblacions més properes
El següent diagrama mostra les poblacions més properes.